# 回力棒星雲
回力棒星雲(英文:Boomerang Nebula)（亦稱領結星雲）是在半人馬座的方向上，距離地球5,000光年的一個原行星雲。這個星雲的溫度經測量為1K（−272.15°C; −457.87°F），是自然界中已知溫度最低之處。回力棒星雲是由從一顆恆星的核心逸流出的氣體形成的，氣體向外流出的速度是164公里/秒，並且在進入太空之後很快速的膨脹。這種膨脹是造成它溫度下降的主要原因（絕熱膨脹）。

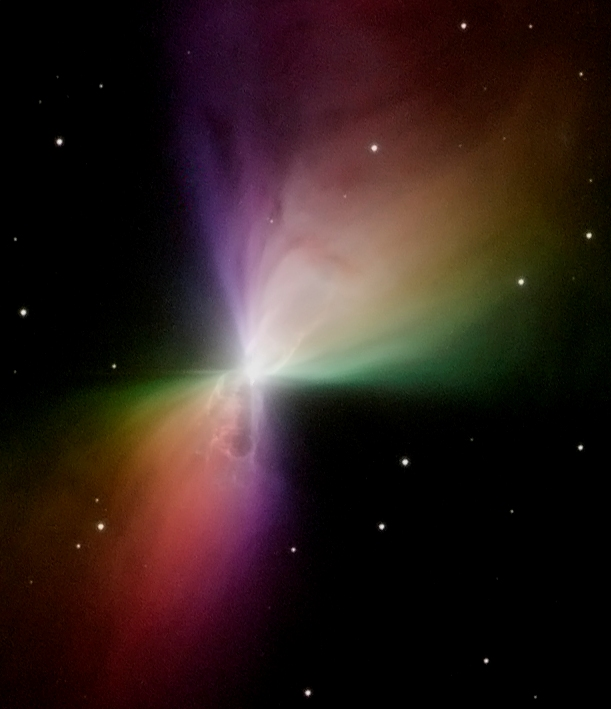
哈伯太空望遠鏡利用偏極化濾鏡（類似偏光太陽眼鏡）拍攝的影像，不同的偏極化角度與不同的顏色結合來呈現。

在1998年，哈伯太空望遠鏡拍攝了回力棒星雲的詳細影像。它們認為這個星雲是正朝向行星狀星雲階段發展（演化）中的一顆恆星或恆星系。
凱斯·泰勒（Keith Taylor）和麥克·史卡托（Mike Scarrot）在1980年使用在賽丁泉天文台的英澳望遠鏡觀察這個星雲之際，稱它為回力棒星雲。因為不能如同哈伯太空望遠鏡看得那麼清楚，天文學家看見狀似雲氣的瓣，有著輕微的不對稱，其彎曲處的弧度看似澳洲原住民使用的回力棒。高解析的哈伯影像則顯示出或許領結星雲會是比較好的名稱。
在1995年，使用位於智利的15米瑞典ESO次微米波望遠鏡觀測，天文學家發現這是目前在宇宙中發現到的最冷的區域，溫度是−272 °C，只比絕對零度（溫度的最低極限溫度）溫暖了1K的溫度。即使是來自大霹靂的背景溫度-270°C，都比這裡更溫暖。這是目前唯一找到溫度比背景輻射還要低的物體，回力棒星雲的另一個專業的名稱為 
PGC 3074547（页面存档备份，存于）。
在2013年，ALMA的電波干涉儀觀測發現這個星雲的其他特徵。這個星雲的雙瓣似乎被一團僅能在次毫米波的波長下觀測得到，更巨大的球體氣團包圍著；這個星雲的外緣似乎也逐漸變得溫暖中。

## 外部連結
- Sahai, Raghvendra; Nyman, Lars-Åke. . The Astrophysical Journal. 1997, 487: L155–L159. doi:10.1086/310897.
- Browne, Malcolm W. . New York Times. June 24, 1997.
- The Boomerang Nebula - The Coolest Place in the Universe?, ESA, 20 February 2003
- Hubble's View of the Boomerang Nebula（页面存档备份，存于）, 13 September 2005;參見Scattered Light from the Boomerang Nebula（页面存档备份，存于）
- ESA/Hubble-Boomerang Nebula（页面存档备份，存于）
- SIMBAD（页面存档备份，存于）, Coordinates and Scientific data. January 4, 2007.